# Équipe d'Afrique du Sud de rink hockey
L'équipe d'Afrique du Sud de rink hockey est la sélection nationale qui représente l'Afrique du Sud en rink hockey.

## Effectif actuel
Effectif pour le championnat du monde 2015
| Nom                | Poste           | Club                |
| ------------------ | --------------- | ------------------- |
| Ricardo Figueiredo | Gardien         | RHC Uri (D1 suisse) |
| Marco Van Tonder   | Gardien         | SFC Johannesburg    |
| Nelson Mendes      | Joueur de champ | ACP Pretoria        |
| Cláudio Araújo     | Joueur de champ | ACP Pretoria        |
| Leandro Araújo     | Joueur de champ | ACP Pretoria        |
| Fábio Oliveira     | Joueur de champ | ?                   |
| Ricardo de Sousa   | Joueur de champ | ACP Pretoria        |
| Adilson Correia    | Joueur de champ | ACP Pretoria        |
| Renato Guerra      | Joueur de champ | APF Vanderbijlpark  |
| Michael Guerra     | Joueur de champ | APF Vanderbijlpark  |

Entraîneur :   Fernando Maia